# Акведук Каріока
22°54′45″ пд. ш. 43°10′47″ зх. д. / 22.91259444° пд. ш. 43.17985° зх. д.
Акведук Каріока (порт. Aqueduto da Carioca) — акведук в місті Ріо-де-Жанейро, Бразилія, побудований в середині XVIII століття, щоб доставляти воду з річки Каріока населенню міста. Це вражаючий приклад колоніальної архітектури та інженерії.
Акведук знаходиться в центрі міста, в районі Лапа, бразильці часто називають його Арка Лаппа ( Lapa Arches ). З кінця XIX століття арки водопроводу служать мостом для популярного трамвая Святої Терези, який з'єднує центр міста з районом Санта-Тереза.

## Історія

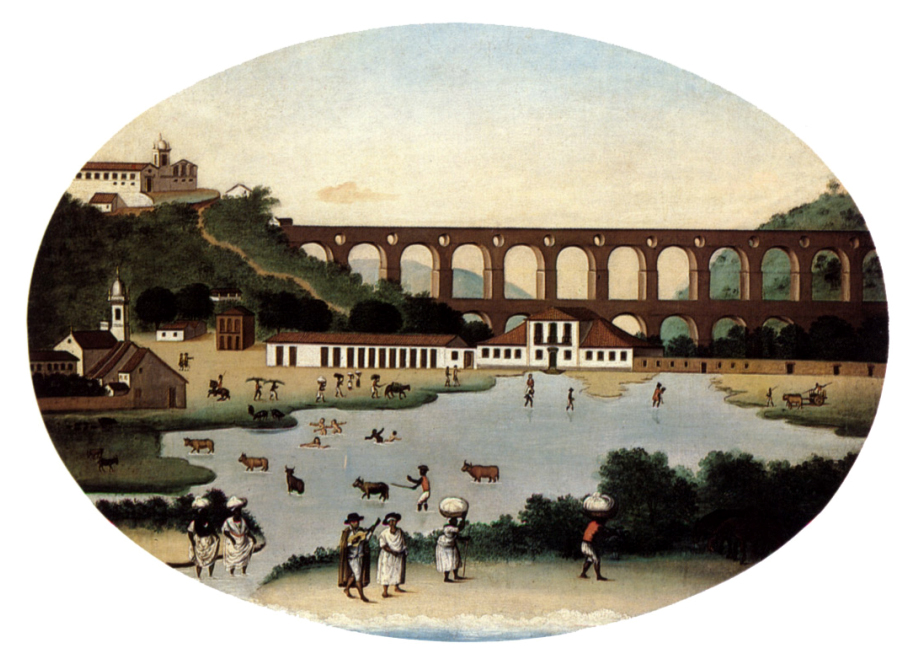
«Акведук Каріока» картина відомого художника Леонардо Жоакіма (1790 р.) Зліва зображені пагорб і монастир Святої Терези. На передньому плані лагуна громадського парку (Passeio Público)

В ранній історії Ріо-де-Жанейро, центр міста був оточений болотами і прісна вода вручну приносилася з струмків, розташованих відносно далеко від міста. Починаючи з 1602 планувалося побудувати канал для доставки води з річки Каріока, що протікає по пагорбу Санта-Тереза. Колоніальною владою робилися спроби побудувати водовід, але будівництву завжди перешкоджали технічні та фінансові труднощі. До кінця 17-го століття були завершені всього кілька сот метрів каналу.
Після 1706 будівництво водопроводу отримало новий імпульс з боку влади. Під час правління губернатора Айреса де Салданья (1719-1725) було прийнято рішення про те, щоб канал, який у той час сягав Campo da Ajuda (сучасна площа Кінеландія), повинен бути продовжений до площі Санту-Антоніу (сучасна Largo da Carioca), розташовану ближче до центру міста. Будівництво першого водопроводу було завершено в 1723 році, і чиста вода надходила прямо в фонтан побудований на площі Санту-Антоніу, що значно полегшило життя жителів Ріо-де-Жанейро.
У 1744 році даний водопровід вже був у поганому стані. Губернатор Гомес Фрейре де Андраде (1733-1763) наказав побудувати новий, більший за розмірами, акведук. Роботи були доручені португальському військовому інженеру Хосе Фернандес Пінто Алпоіму, який був натхненний подібними спорудами в Португалії, такими як Águas Livres Aqueduct в Лісабоні. Новий акведук був відкритий в 1750 році.
Найбільш вражаюча частина акведука з'єднує пагорби Санта-Тереза та Санта-Антоніо в сучасному районі Лапа. Цей сегмент водопроводу довжиною 270 метрів, складається з 42 арок, розташованих в два поверхи, з максимальною висотою 17,6 метра.
В колоніальні часи, вода з акведука Каріока доставлялася в кілька фонтанів, розкиданих по всьому Ріо-де-Жанейро, в тому числі на площах Санту-Антоніу, Ажуда (Cinelandia) і Terreiro do Paço (нині Praça XV). Наприкінці XVIII століття води з річки Каріока стало недостатньо і до акведука була підведена вода з інших джерел.

## Трамвай

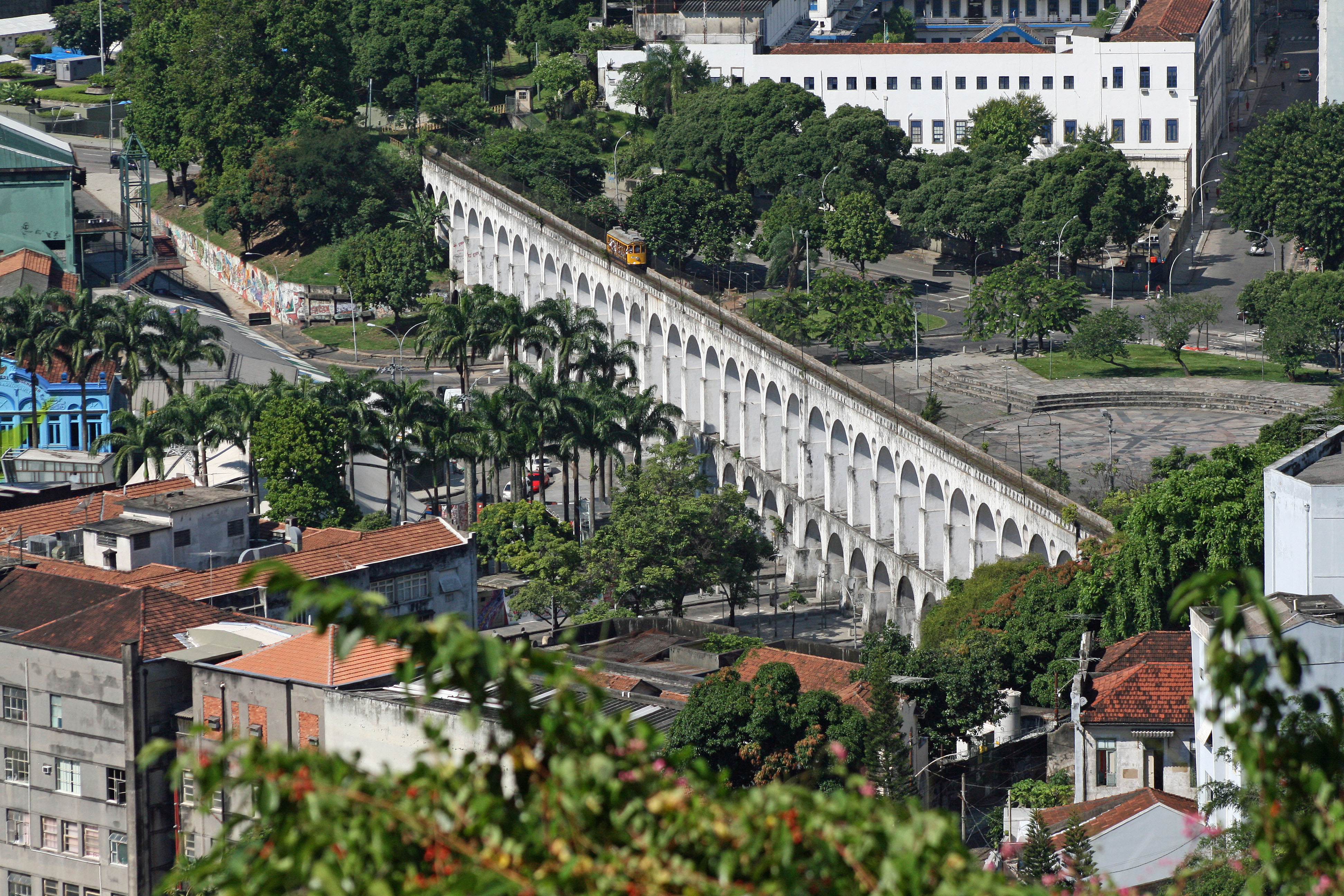
Трамвай Святої Терези проїжджає по арці акведука.

Акведук закрили наприкінці XIX століття, коли були розроблені нові альтернативні шляхи подачі води в Ріо. В 1896 році арки переобладнали в міст для трамвая - Bondinho de Santa Teresa (трамвай Святої Терези) - який перевозив пасажирів між центром Ріо і горбистим районом Санта Тереза. Мальовничий маршрут має популярність серед місцевих жителів і туристів. Це єдиний трамвайний маршрут все ще функціонуючий в Ріо-де-Жанейро.
У 1960-х роках кілька будинків, розташованих поряд з акведуком були знесені для кращого огляду пам'ятки.
Рух трамвая було призупинено в 2011 р після аварії, що призвела до жертв (5 чоловік загинуло). Але в зв'язку з Чемпіонатом світу з футболу (2014) і Олімпіадою (2016) було прийнято рішення про відновлення руху трамваїв, з врахуванням посилення вимог до безпеки руху. Рух планується відновити поетапно, протягом 2014-2015 років.